# ایلزه آیشینگر
ایلزه آیشینگر (انگلیسی: Ilse Aichinger؛ زادهٔ ۱ نوامبر ۱۹۲۱ - درگذشته ۱۱ نوامبر ۲۰۱۶) یک نویسنده اهل اتریش بود. ایلزه آیشینگر در ۱۱ نوامبر ۲۰۱۶ در سن ۹۵ سالگی درگذشت.